# Ava Devine
Pour les articles homonymes, voir Devine.
Ava Devine, née le 22 janvier 1974, à Long Island, État de New York (États-Unis) est une actrice pornographique américaine.

## Biographie
Née à New York, le 22 janvier 1974, Gina Giaco-Dawson de son vrai nom est américaine d'origine asiatique « chinoise » et italienne.
Ava Devine déclare avoir perdu sa virginité à l'âge de 13 ans. Elle commence ses activités en tant que strip-teaseuse en parallèle à ses activités de prostitution et d'escorting.
Elle commença le porno dans des grosses productions. Repérée par sa forte poitrine (artificielle) elle est référencée dans des sites pornographiques tels que Bang Bros, Lex Steele, Score, My Friend's Hot Mom, Brazzers, Xvideos, XNXX, Pornhub, Youjizz…
En 2005, elle gagna un AVN Award dans la catégorie Best Oral Sex Scene (meilleure scène de sexe oral) pour sa performance dans le film pornographique Cum Swallowing Whores 2 de Francesca Le. Ava Devine est ensuite représentée par l'agence LA Direct Models.
En 2005, Ava Devine subit des opérations sur ses implants mammaires qui étaient mal réalisées notamment en cause d'importants défauts. Elle dû subir des réductions la faisant passer à un tour de poitrine de 36DD.
Elle a tourné dans une centaine de films, Hannah Harper a surnommé Ava Devine « Lady of the Lake » du porno parce qu'elle incarne le mythe de la femme aux mœurs légères qui peut coucher avec n'importe qui et n'importe quand. De son propre aveu, Ava Devine pourrait avoir des relations sexuelles avec n'importe quel genre « qu'il soit homme, femme ou n'importe quoi d'autre ».
Ava Devine s'est forgée une réputation de nymphomane dans le milieu du x. Ava a d'ailleurs tourné des scènes pornographiques impliquant des pénétrations avec des actrices pornographiques trans à de nombreuses reprises, et notamment avec les actrices Vaniity, Carmen Jay ou encore Carmen Cruz. Lors des conventions, il n'est pas rare de voir Ava Devine se dénuder ou masturber les fans qui viennent à sa rencontre.
Ava Devine alias « The Barracuda » a eu une petite carrière dans l'Ultimate surrender en 2008 (catch de femmes nues dont la perdante se fait humilier), son palmarès dans cette compétition fut le suivant :
- Défaite face à Isis Love ;
- Défaite face à Amber Rayne alias « The Rogue » ;
- Victoire en équipe avec Darling alias « The Grappler » face à Ariel X et Ketty Carter.

En résumé, deux défaites individuelles et une victoire par équipe.
En 2014, Ava Devine déclare à TMZ qu'elle envisageait de coucher avec chaque joueur de l'équipe des Cavs de Cleveland et d'inviter une copine pour chacun des ébats s'ils arrivaient à se qualifier pour les playoffs.
En 2015, après plus d'une centaine d'apparitions dans des films pornographiques, Ava Devine officialise s’être retirée du porno et avoir cessé ses activités d'escorting. Elle exerce dorénavant des show privés depuis des sessions Skype pour ses fans. Ava Devine a quitté la Californie pour résider à Las Vegas depuis 2015.
Ces dernières années, Ava Devine a multiplié les opérations esthétiques et plastiques laissant paraître un visage méconnaissable par rapport à ses débuts.

## Récompenses
2005 : AVN Award - Best Oral Sex Scene "Cum Swallowing Whores 2" (avec Francesca Le, Guy DiSilva, Rod Fontana, Steven French, Scott Lyons, Mario Rossi & Arnold Schwarzenpecker)

## Filmographie sélective
- 12 on One (Lethal Hardcore) (2004)
- 6 Black Sticks 1 White Trick 5 (2004)
- American Bukkake 21 (2004)
- Big Tit Anal Whores 3 (2006)
- Big Wet Butts 1 (2009)
- Black Bros And Asian Ho's 2 (2006)
- Gag Factor 12 (2003)
- Gang Bang Sluts (2006)
- Gangland 46 (2003)
- Gangland Cream Pie 1 (2003)
- Honey And MILF 3 (2007)
- Jack's Playground 4 (2003)
- Juggernauts 1 (2003)
- Juggies 1 (2004)